# 신천동로
신천동로(新川東路, 대구광역시도 제13호선)는 대구광역시 수성구 상동에서 신천변과 금호강변을 따라 북구 산격동을 잇는 대구광역시의 중요한 도시고속도로이다. 
- 대구광역시의 남북으로 흐르는 신천, 북부로 흐르는 금호강을 따라 도로를 형성하였다.
- 신천대로의 보조 역할을 하고 있는데, 대구 시내 각지와 바로 연결되는 장점을 가지고 있다.
- 신천동로 3.3제한높이까지 운행이다.

## 역사
- 1996년 12월 : 착공
- 1998년 12월 : 완공

## 교차점
- 수성못 오거리
- 상동교 동단 - 앞산순환로, 신천대로
- 중동교
- 희망교
- 대봉교
- 수성교 - 달구벌대로
- 동신교
- 신천교
- 신성교
- (칠성교)
- 경대교
- 체육관 삼거리
- (도청교)
- 성북교
- 침산교 - 국도 제4호선, 국도 제25호선
- 무태교 남단
- 산격대교

## 같이 보기
- 신천
- 국가지원지방도 제30호선